# 麥劍秋
麥劍秋（英語：Mak Kim Chau，？—），前無綫電視報幕員。

## 簡歷
麥在1980年從第九期無綫電視藝員訓練班入行，在無綫電視任演員，亦曾主持《K100》以及晚上介紹當晚節目內容的《K-100通訊站》。後來無綫節目部主管甘國亮指派麥與其他人試行報幕，在甘國亮檢視表現後，邀請麥出任惟一的報幕員（duty announcer），麥在考慮結婚後需要穩定工作，於是毅然答應轉戰幕後，從無綫藝人轉為無綫員工，負責報讀電視節目名稱，成為「無綫台聲」之一。除此之外，在電視節目宣傳片、大型綜藝節目等均可聽到他的聲音。麥早期亦擔綱政府宣傳及商業廣告硬照的旁白。
2021年元旦起，翡翠台和明珠台取消實行數十年的人聲報幕，報幕組一併解散，麥氏亦因此離職。只剩預先錄好的節目贊助、商業廣告及2022年9月5日前的家長指引與成年觀眾節目提示（翡翠台、明珠台粵語版及無綫財經·資訊台）可以聽到他的聲音。最後一個由他報幕的節目預告，是中國大陸bilibili主辦的綜藝節目《2020最美的夜跨年晚會》，於香港時間前一日除夕22:15起播放。
縱然如此，有時候依然能聽到他的聲音，例如星期一至五晚9:30時段的廣告時間預告10:30的節目，因為該等節目的預告在節目拍攝完畢後隨即錄製，而2021年起才拍攝完畢的節目已全面改由配音員負責。不過，在《萬千星輝賀台慶2021》結束後，出現了一則關於《台慶專賣場》的特別節目預告，仍由麥氏進行報幕。往後部分節目的贊助商戶也仍能聽見其聲音，如2021年東京奧運直播期間的間場廣告，乃至香港回歸25周年及李家超當選香港行政長官（均為2022年）祝賀廣告。至今麥氏仍然為少部分廣告擔任旁白，主要是每年農曆新年賀年廣告。
其妻子為無線電視配音藝員袁淑珍。

## 電視劇演出

#### 無綫電視
- 1980年《民間傳奇》飾書生
- 1980年《上海灘龍虎鬥》
- 1981年《流氓皇帝》飾 愛國青年
- 1981年《龍虎雙霸天》飾	流氓
- 1981年《千王群英會》飾 譚昇手下
- 1981年《他的一生》飾 阿德
- 1981年《烽火飛花》飾 同學
- 1981年《火鳳凰》飾 黎律師
- 1981年《楊門女將》飾 店小二
- 1981年《未了情》
- 1981年《鱷魚潭》
- 1982年《孤城客》飾 名士
- 1982年《過山車》
- 1983年《鴨仔里春光》
- 1983年《神探霹靂》
- 1983年《冤鬼再見》
- 1983年《無冕天使》
- 1984年《再版人》

#### 香港廉政公署電視劇集
- 1981年《廉政先鋒：富貴浮雲》
- 1981年《廉政先鋒：山窮水盡》

## 節目主持
- K-100
- K-100通訊站

## 參與節目
- 1982年：聖誕特備節目《星度十二成一線》[]
- 1984年：賀年特備節目《翡翠迎春接萬福》[]

## 電視廣告
- 2020年：幸福醫藥有限公司–報時信號（旁白）
- 2022年：象牙世家（旁白）

## 外部連結
- RTHK 電視風雲半世紀（页面存档备份，存于）
- Podcast: 麥劍秋（页面存档备份，存于）